# 1994 JU
1994 JU är en asteroid i huvudbältet som upptäcktes den 8 maj 1994 av den japanska astronomen Takao Kobayashi vid Ōizumi-observatoriet.
Asteroiden har en diameter på ungefär 3 kilometer.